# Добровляны (Дрогобычский район)
Добровляны (укр. Добрівляни) — село в Дрогобычской городской общине Дрогобычского района Львовской области Украины.
Население по переписи 2001 года составляло 1267 человек. Занимает площадь 15,044 км². Почтовый индекс — 82134. Телефонный код — 3244.